# Má vlast

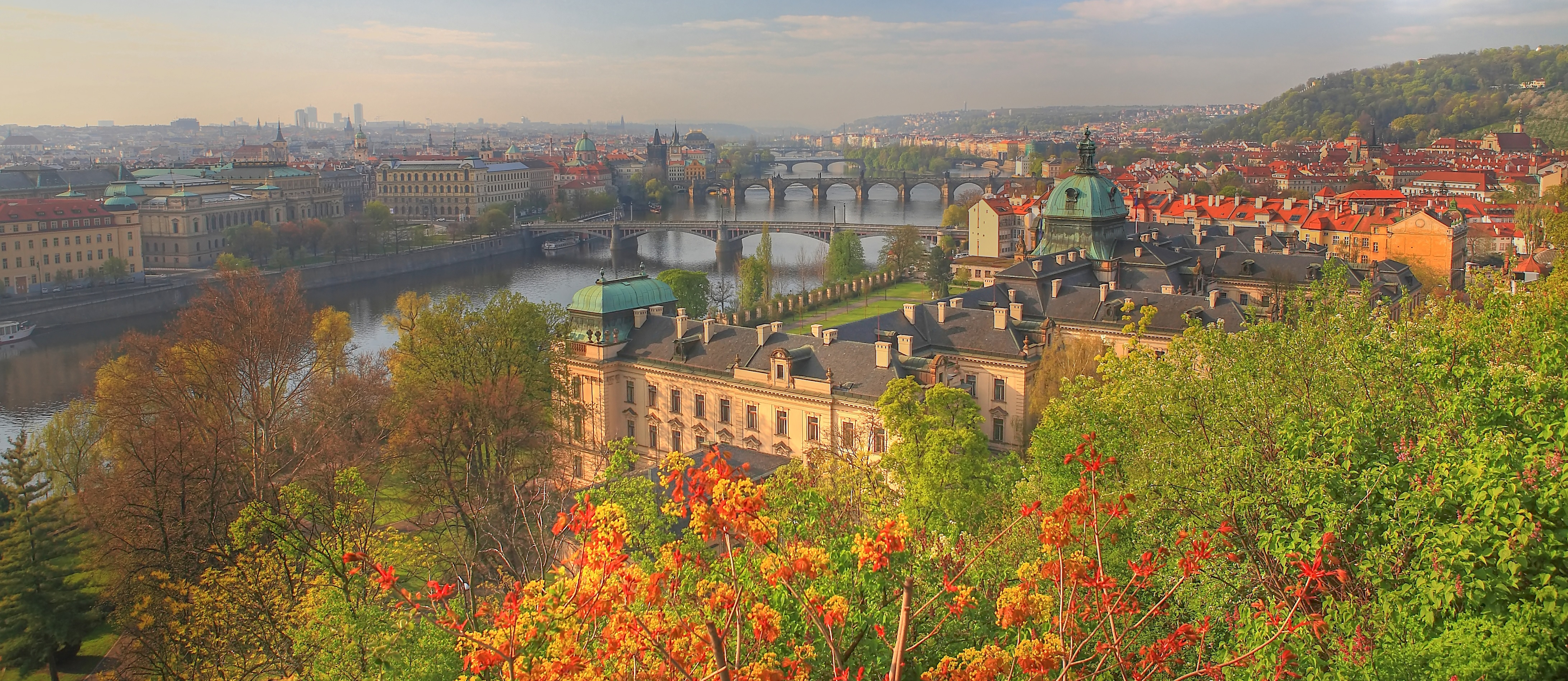
Floden Vltava i Prag.

Má vlast, "Mitt fosterland", är en samling av sex nationalromantiska symfoniska dikter skrivna av den tjeckiske kompositören Bedřich Smetana mellan 1874 och 1879, men presenteras oftast som ett musikverk med sex satser. En av satserna är Vltava, som också kallas Moldau.

## Inspirationskällor
Inspirationskällorna till Má vlast är den böhmiska landsbygden, byggnader, floder och några av landets folksägner. Musikformen är påverkad av de symfoniska poem som skrevs av Franz Liszt, medan musikstilen är nationalromantisk. Musiken ger uttryck för det tjeckiska folkets längtan efter nationell självständighet och kampen undan det politiska och kulturella förtrycket.
Huvudtemat i Vltava (Moldau) bygger på ett vanligt motiv, som bland annat finns i den italienska sången La Mantovana, i Hatikvah (Israels nationalsång) och i Ack Värmeland, du sköna. Eftersom motivet är så vanligt är det dock svårt att säga om det är fråga om påverkan eller hur medveten den är.
De två sista styckena är inspirerade av Ktož jsú boží bojovníci, en husitisk krigssång från 1400-talet, som även inspirerat Antonín Dvořák i hans Hussitiska ouvertyr.

## Satser
Samlingen består av följande symfoniska dikter:
1. Vyšehrad
Stycket handlar om borgen Vyšehrad ("Den höga borgen") i Prag. Det är det enda av de sex styckena som Smetana skrev färdigt innan han blev döv. Temat från Vyšehrad kan höras i Vltava när floden passerar genom Prag.
2. Vltava
Stycket är också känt under sitt tyska namn Moldau. I stycket söker Smetana frambringa toner av den böhmiska floden Vltava, och stycket innehåller kompositörens mest kända melodi.
3. Šárka
Satsen kretsar kring en legend från det forna Tjeckien, om amasonkvinnan Šárka.
4. Z českých luhů a hájů
På svenska mer känt under det översatta namnet Från Böhmens ängar och lunder.
5. Tábor
Stycket är inspirerat av den husitiska dikten Ktož jsú boží bojovníci, vers 1–2. Tábor var husiternas huvudort.
6. Blaník
Stycket handlar om berget Blaník, som enligt legenden gömmer en armé av riddare som, under helgonet Wenzel av Böhmen, ska hjälpa landet i dagar av nöd. Blaník börjar på samma sätt som Tábor slutar, och är inspirerat av dikten Ktož jsú boží bojovníci, vers 3. I slutet återkommer temat från Vyšehrad.
Styckena är vart och ett cirka 10–15 minuter långt.